# NGC 6285
NGC 6285 (również PGC 59344) – galaktyka spiralna (S0-a), znajdująca się w gwiazdozbiorze Smoka. Odkrył ją Lewis A. Swift w 1886 roku. Oddziałuje grawitacyjnie z pobliską NGC 6286 i razem z nią została skatalogowana jako obiekt Arp 293 w Atlasie Osobliwych Galaktyk Haltona Arpa.